# James Litterick
James Litterick (né le 15 juillet 1901, date de décès inconnue) est un politicien du Manitoba, Canada, et le premier membre du Parti communiste du Canada à être élu à l'Assemblée législative de cette province.

## Biographie

### Jeunesse
Litterick voit le jour à Glasgow, en Écosse. Il suit ses études à Clydebrooke et à Glasgow, et devient membre du Parti socialiste britannique à l'âge de seize ans (son père sera aussi socialiste pendant toute sa vie). Il est détenu pour le rôle qu'il tient lors d'une manifestation contre les évictions à Clydebank en 1920, et rejoint le Parti communiste de Grande-Bretagne nouvellement formé la même année.

### Vie politique
Litterick part pour le Canada en 1925 et travaille d'abord comme mineur en Alberta et en Colombie-Britannique. En 1926, il devient secrétaire régional du Parti communiste de la Colombie-Britannique. Il déménage à Montréal en 1930 où il agira en tant qu'organisateur de la Ligue pour l’unité ouvrière, une fédération syndicale communiste conçue pour construire un mouvement syndical révolutionnaire au Canada. À la suite de l’arrestation du chef du Parti communiste, Tim Buck, en 1931, Litterick déménage à Toronto où il assumera certaines de ses responsabilités.
Il s’installe peu après à Winnipeg où, en 1934, Litterick sera élu comme secrétaire provincial du Parti communiste du Manitoba.
Il épouse Molly Bassin en 1936.

### Député de 1936 à 1940
Il est élu à l'Assemblée législative du Manitoba lors des élections provinciales de 1936, alors que son parti jouit d’une période de popularité croissante. Sa campagne vise à éliminer l'impôt de 2 % sur les salaires dans la province.
Lors de cette élection, il est très populaire parmi les travailleurs de Winnipeg. Il se retrouve deuxième, derrière le socialiste indépendant Lewis Stubbs, grâce aux votes de première préférence. À l’époque, Winnipeg pouvait élire dix membres par vote préférentiel. Litterick se considérait comme un allié de Stubbs, juge populaire de gauche et socialiste indépendant. La principale base de soutien de Litterick se trouvait dans la classe ouvrière de Winnipeg Nord-Ouest. Il reçoit un soutien considérable de la communauté juive de cette ville (Molly, sa femme est juive). Stubbs est déclaré élu au deuxième dépouillement, et Litterick reçoit de nombreux transferts de votes excédentaires de sa part et se voit également élire.
Litterick ne joue pas un rôle prépondérant au sein du Parti communiste national. En 1937, il prononce un discours intitulé « Whither Manitoba », qui sera ensuite publié sous la forme de brochure. Au-delà de cela, il ne tient pas un rôle public important dans les activités nationales du Parti.
En raison de sa loyauté à l'égard de Moscou, Litterick exprime des opinions changeantes sur la participation du Canada à la Seconde Guerre mondiale à la fin de 1939. Le 9 septembre, il exhorte le premier ministre John Bracken et le premier ministre William Lyon Mackenzie King à pleinement soutenir la Pologne contre l'invasion de l'Allemagne nazie. À la suite de cette déclaration, le Parti oblige Litterick à retirer cette position et à s’opposer à la guerre en tant qu’entreprise impérialiste, à la lumière de la neutralité de l'Union soviétique dans le conflit de l'époque. (Plus tard, le PCC appuiera la guerre après l’invasion de l’Union soviétique par l’Allemagne en 1941.)

### Fin de vie
Il est expulsé de l’Assemblée législative du Manitoba en 1940, alors que le Parti communiste est déclaré comme une organisation illégale. Aussitôt entré dans la clandestinité, il fait manifestement l’objet d’une chasse à l’homme par la Gendarmerie royale du Canada.
Il existe très peu d’information sur la localisation de Litterick après 1940. Il apparait sur une photographie des dirigeants du Parti communiste du Canada en temps de guerre, prise selon toute évidence à Montréal en 1942. [réf. nécessaire]  Il se rend à la Gendarmerie royale du Canada (GRC) à Toronto la même année où il est incarcéré à la prison de Don. En 1943, on rapporte qu’il aurait travaillé dans une usine de confection à Toronto.